# Cybianthus lineatus
Cybianthus lineatus là một loài thực vật có hoa trong họ Anh thảo. Loài này được (Benth.) Pipoly mô tả khoa học đầu tiên năm 1987.